# Маріняш
Маріняш (порт. Marinhas; МФА: [mɐ.ˈɾi.ɲɐʃ]) — парафія в Португалії, у муніципалітеті Ешпозенде. Розташована в північно-західній частині країни, на теренах історичної португальської провінції Дору-Міню. Входить до складу округу Брага. За адміністративним поділом, чинним до 1976 року, терени парафії були складовою провінції Міню. Належить до Бразької архідіоцезії Католицької церкви. Патрон — святий Михаїл. Площа — 10,4280 км². Населення — 6193 ос. (2011). Середньо урбанізований регіон. Густота населення — 593,88 осіб/км²
. Код — 030612.

## Населення
| Кількість мешканців | Кількість мешканців | Кількість мешканців | Кількість мешканців | Кількість мешканців | Кількість мешканців | Кількість мешканців | Кількість мешканців | Кількість мешканців | Кількість мешканців | Кількість мешканців | Кількість мешканців | Кількість мешканців | Кількість мешканців | Кількість мешканців |
| ------------------- | ------------------- | ------------------- | ------------------- | ------------------- | ------------------- | ------------------- | ------------------- | ------------------- | ------------------- | ------------------- | ------------------- | ------------------- | ------------------- | ------------------- |
| 1864                | 1878                | 1890                | 1900                | 1911                | 1920                | 1930                | 1940                | 1950                | 1960                | 1970                | 1981                | 1991                | 2001                | 2011                |
| 1 467               | 1 617               | 1 796               | 1 841               | 2 025               | 2 129               | 2 469               | 2 837               | 3 212               | 3 396               | 3 760               | 4 346               | 4 779               | 5 677               | 6 193               |